# Dos Torres (kommunhuvudort)
Dos Torres är en kommunhuvudort i Spanien.   Den ligger i provinsen Province of Córdoba och regionen Andalusien, i den centrala delen av landet, 240 km söder om huvudstaden Madrid. Dos Torres ligger 599 meter över havet och antalet invånare är 2 628.
Terrängen runt Dos Torres är platt.Runt Dos Torres är det ganska glesbefolkat, med 38 invånare per kvadratkilometer. Närmaste större samhälle är Pozoblanco, 9,1 km sydost om Dos Torres. Trakten runt Dos Torres består till största delen av jordbruksmark.